# Flughafen Noida

i7
i11
i13
Der Flughafen Noida (englisch Noida International Airport, IATA-Code: DXN, ICAO-Code: VIND) ist ein in Bau befindlicher internationaler Flughafen bei Jewar, ca. 45 km südöstlich von Noida und ca. 60 km südöstlich von Neu-Delhi im Bundesstaat Uttar Pradesh im Norden Indiens.

## Planung und Bau
Die erste öffentliche Erwähnung des Projektes erfolgte 2001 unter dem Namen Taj International Transportation Hub. Das Projekt wurde wiederbelebt, nachdem die Bharatiya Janata Party 2017 die Wahlen im Bundesstaat Uttar Pradesh gewonnen hatte. 2019 wurde erstmals für das nun konkrete Projekt Land gekauft, der Vertrag für Entwicklung und Betrieb des Flughafens ging 2020 an die Schweizer Zurich Airport International AG. Ab 2021 erfolgte der Bau des Flughafens.
Der Flughafen Noida soll nach seiner Fertigstellung Indiens und Asiens größter Flughafen sein. Es soll 4 Ausbaustufen geben: Bei seiner Inbetriebnahme im April 2025 sollen 2 Start- und Landebahnen funktionstüchtig sein, um dann 12 Mio. Passagiere pro Jahr an 4 Terminals abfertigen zu können. Nach dem Ausbau bis 2032 sollen 30 Mio. Passagiere pro Jahr abgefertigt werden können. Die dritte Ausbaustufe soll 2037 abgeschlossen sein und dann 50 Mio. Passagiere pro Jahr erlauben. Nach der vierten und letzten Ausbaustufe soll die Passagierkapazität soll bei 70 Mio. Passagieren pro Jahr liegen. Die Gesamtfläche soll dann 29 km² betragen und es sollen 8 Start- und Landebahnen vorhanden sein.

## Verkehrsanbindung
Der Flughafen, der den Großraum Neu-Delhi und den Westen von Uttar Pradesh anbinden soll, wird über Straßen und Schienenverkehr zu erreichen sein. So soll der Flughafen an die Metro Noida und die Metro Delhi angeschlossen werden.